# Três de Maio
Três de Maio é um município brasileiro que situa-se na região noroeste do estado do Rio Grande do Sul.

## Subdivisões

### Distritos
| Distrito     | População |
| ------------ | --------- |
| Barrinha     | 756       |
| Consolata    | 2219      |
| Manchinha    | 1095      |
| Progresso    | 1181      |
| Quaraim      | 687       |
| Três de Maio | 18198     |

## História
Três de Maio é um município localizado na região noroeste do Rio Grande do Sul, cuja colonização teve início no final do século XIX e início do século XX, principalmente por imigrantes alemães e italianos. Inicialmente, o território pertencia a Santa Rosa, até ser emancipado em 1954. O nome da cidade é uma homenagem à data de nascimento de um dos primeiros colonizadores da região Ludwig Michael von Bauer. Ao longo do tempo, Três de Maio se desenvolveu com base na agricultura, especialmente no cultivo de soja e milho, e hoje é reconhecida também por sua boa qualidade de vida.